# Рапунцель: Дорога к мечте
«Рапунцель: Дорога к мечте» (англ. Tangled: Before Ever After) — американский фэнтезийный музыкальный телевизионный мультфильм 2017 года производства студий Disney Television Animation и Mercury Filmworks и дистрибуции компании Disney–ABC Domestic Television, снятый Томом Колфидом и Стивеном Сандовалом по сценарию Джейза Риччи. Продолжение полнометражного мультфильма 2010 года «Рапунцель: Запутанная история» и пилотный эпизод мультсериала «Рапунцель: Новая история». Сюжет фильма повествует о жизни принцессы Рапунцель после её возвращения в родную семью и королевство и о неожиданном столкновении девушки с таинственной магией, которая возвращает ей длинные волшебные волосы. В США фильм был показан 10 марта 2017 года на Disney Channel. В России премьера мультфильма состоялась 9 сентября того же года на канале Disney.

## Сюжет
Действие мультфильма разворачивается спустя шесть месяцев, после событий мультфильма «Рапунцель: Запутанная история». Рапунцель возвращается в свое королевство, чтобы возобновить свое законное место в королевской семье. Воссоединившись с родителями, Рапунцель пытается приспособиться к новой жизни принцессы, получая помощь от Паскаля и её фрейлины Кассандры. Она старается изо всех сил, и, несмотря на наличие любящей семьи и поддерживающего круга друзей, Рапунцель чувствует себя перегруженной количеством ответственности, которая приходит с тем, чтобы быть принцессой. Она просит своего отца изменить темп в этом отношении, но он отрицает её просьбу, опасаясь, что желание Рапунцель исследовать мир приведет к тому, что она попадет в беду, как и восемнадцать лет назад, когда она была похищена матушкой Готель. Вдобавок ко всему — и тот факт, что игривая манера держать себя, Рапунцель рассматривается королевским сообществом свысока. Юджин Фитцерберт, бывший вор, который помог ей сбежать из башни Готель и также парень Рапунцель, чувствует себя достаточно уверенно, чтобы сделать предложение принцессе, и делает это, к большому шоку и восторгу девушки. Однако, несмотря на свою любовь к нему, Рапунцель не чувствует себя готовой выйти замуж, вместо этого желая разобраться в себе и жить жизнью, о которой она так мечтала. Потрясенная и встревоженная, она отвергает предложение Юджина и покидает сцену в растерянности.
В своей спальне Рапунцель жалуется на чувство вины Кассандре, которая считает, что Рапунцель может использовать некоторое время простоя. Она предлагает вывести Рапунцель за стену Короны. Кассандра уводит принцессу с помощью Максимуса, героического коня, который является членом королевской гвардии и другом Рапунцель. Во время их прогулки Кассандра приводит Рапунцель в прежнее место исцеляющего цветка, который спас Рапунцель и её мать, когда последняя заболела во время беременности. Таинственные шипоподобные скалы появились в этом районе, и они не только зловещие, но и нерушимые. Когда Рапунцель изучает местность, она поражена магией, которая возвращает её длинные, золотые волосы.
Вернувшись в замок, Рапунцель и Кассандра пытаются избавиться от волос, но, как и шипы, они нерушимы. Юджин прибывает и обнаруживает правду, предлагая помощь в сокрытии изменения от королевы Арианны и короля Фредерика. Рапунцель получает идею спрятать волосы под габаритный парик, который помогает достаточно хорошо, несмотря на его неловкость. Затем она присоединяется к своим родителям за завтраком, во время которого Фредерик признает, что его методы защиты Рапунцель были довольно несправедливыми и отмечает, что он пересматривает свои решения, к большому волнению Рапунцель. После этого Арианна посещает Рапунцель в спальне последней, чтобы вручить подарок на коронацию. Она поощряет Рапунцель выбирать, как жить своей собственной жизнью — и в конечном итоге править королевством — несмотря на упрямство её отца и то, что могут подумать другие. Она дает Рапунцель дневник, которым сама когда-то пользовалась в юности, с пометкой: "Plus est en vous", что означает: "в тебе есть что-то еще."
Позже начинается церемония коронации Рапунцель, в ходе которой королевская семья сталкивается с преступником, известным как Леди Кейн, которая стремится отомстить королю Фредерику за заключение в тюрьму её отца. Фредерик и остальные королевские гости похищены, но Рапунцель отказывается отступить и показывает свои золотые волосы. Она использует их как оружие, чтобы победить сообщников Леди Кейн с помощью Юджина и Кассандры, спасая своего отца. Этой ночью, несмотря на то, что Рапунцель доказала свою ценность, Фредерик чувствует себя более неуверенно в безопасности Рапунцель, чем когда-либо прежде. С её волосами, именно по этой причине Рапунцель была взята в первую очередь, вернувшись, Фредерик чувствует, что он вынужден запретить Рапунцель когда-либо покидать стены короны без его согласия, доводя свою дочь до слез.
По новому закону отца Рапунцель снова чувствует себя в ловушке, как в башне. Приходит Юджин и утешает её, немного поднимая ей настроение. После того, как он уходит, Рапунцель читает сообщение в журнале, предоставленном ей Арианной, и вдохновляется отправиться в приключение, о котором она всегда желала, несмотря на препятствия, с которыми ей придется столкнуться.

## Роли озвучивали
- Мэнди	Мур — Рапунцель
- Закари Ливай — Юджин Фитцерберт
- Иден Эспиноза— Кассандра
- Клэнси Браун — король Фредерик
- Джули Боуэн — королева Арианна
- Лаура Бенанти — леди Кейн
- Джеффри Тэмбор — Большой Нос
- М. К. Гейни — капитан гвардии
- Шон Хейс — Пит
- Дидрих Бадер — Стэн
- Джесс Харнелл — Карман

## Производство
3 июня 2015 года Disney Channel объявил о создании телевизионного сериала «Рапунцель: Новая история». Во время премьеры фильма «Замена» был показан трейлер сериала, в котором рассказывалось, что события сериала будут происходить между событиями мультфильмов «Рапунцель: Запутанная история» и «Рапунцель: Счастлива навсегда», а телевизионный фильм под названием «Рапунцель: Дорога к мечте» будет транслироваться перед сериалом, выступая в роли  его пилотного эпизода. Трейлер показал, как к Рапунцель таинственно вернулись её  70-футовые волосы. Также появился новый персонаж, Кассандра.

## Критика
Мультфильм получил положительные отзывы. Обозреватель IGN Эми Рэтклифф высоко оценила чувство очарования, веселья, удовольствия и развлечений в мультфильме, в конечном итоге оценивая его в 8,3 из 10. Люк Бонанно из DVDizzy посчитал «небольшой, но отвлекающий» фильм достойным продуктом, если зритель ожидает телесериал больше, чем полномасштабное продолжение мультфильма. Common Sense Media присвоил мультфильму рейтинг 4/5 звезд. LRM понравился мультфильм, но отметил, что он был нацелен на молодых зрителей. Мультфильм посмотрели 2,9 миллиона зрителей.